# Ingeringbach

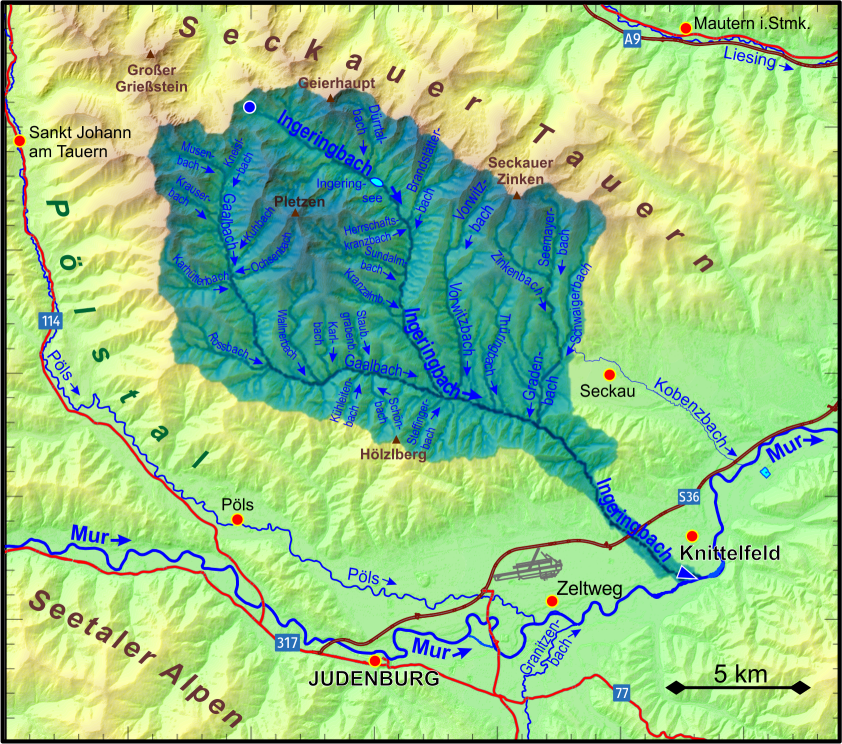
Einzugsgebiet des Ingeringbachs

Der Ingeringbach ist ein linker Zufluss der Mur im Bezirk Murtal in der Steiermark in Österreich.

## Name
Der Fluss tritt um 870 (ad Undrimas) erstmals urkundlich in Erscheinung. Der Name leitet sich vermutlich vom indogermanischen Wort *undró-s mit der Bedeutung quellend, Quellfluss ab. Das Suffix -imo- beschreibt möglicherweise einen Superlativ ('oberster Quellfluss').

## Verlauf
Der Ingeringbach entspringt unterhalb des Kettentörls in den Seckauer Tauern, durchfließt den Ingeringsee und verläuft in südöstlicher bis südlicher Richtung durch den Ingeringgraben und den Hammergraben und mündet südlich von Knittelfeld in die Mur.
Ursprünglich verlief der Bach ab Holzbrucken am unteren Ausgang des Hammergrabens östlich vom heutigen Bachbett durch Sachendorf und das Ortszentrum von Knittelfeld, vorbei an der Molkerei, knapp nördlich vom Hauptplatz. Schließlich mündete er bei Ainbach in die Mur, südöstlich des heutigen Bahnhofs. Vermutlich durch eine Verklausung, die „nach der Gründung von Knittelfeld“ (also nach 1224) erfolgte, suchte sich der Bach das neue, heutige Bett. Der alte Bachverlauf wurde begradigt und wird über eine Schleuse vom Ingeringbach aus versorgt. Er diente dem Betrieb zahlreicher Mühlen, Hammer- und Sensenwerke, sowie später für die Wasserversorgung der Dampflokomotiven am Bahnhof Knittelfeld. Dieser Abschnitt des Wasserlaufs erhielt zunächst den Namen „Ingeringer Werkskanal“, während er heute „Sachendorferbach“ heißt.

## Hydrologie
Das Einzugsgebiet des Ingeringbachs misst 208,9 km², der höchste Punkt darin ist das Geierhaupt mit 2417 m ü. A.
Der mittlere Abfluss am Pegel Hammerjäger, 8,58 km oberhalb der Mündung, beträgt 4,06 m³/s, was einer Abflussspende von 20,5 l/(s·km²) entspricht. Der Ingeringbach weist ein gemäßigt nivales Abflussregime mit Maximum im Mai auf, das von der Schneeschmelze in den höheren Lagen des Einzugsgebiets geprägt ist. Das mittlere Monatsmittel des Abflusses ist im wasserreichsten Monat Mai mit 8,56 m³/s rund 6 Mal höher als im wasserärmsten Monat Februar mit 1,42 m³/s.